# Rally América

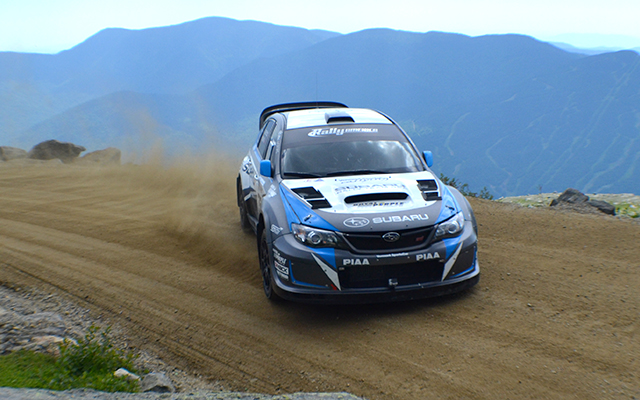
David Higgins y su copiloto Craig Drew al volante de un Subaru Impreza WRX STi durante la Mount Washington Hillclimb 2014 (Climb to the Clouds) en New Hampshire, quinta ronda del Rally America 2014.

El Rally América (oficialmente Rally America National Championship) es el campeonato nacional de rally de Estados Unidos. En 2005 fue presentada su primera temporada.
El término Rally América también se refiere a la autoridad que sanciona el campeonato. Ésta se renombró RallyCar en 2010, aunque en 2012 retomó el nombre actual.

## Historia
El Rally América fue fundado en 2002 por el dueño del equipo CPD Rally Team, Doug Havir, para apoyar al Sports Car Club of America (SCCA) con registros de tiempos y calificaciones en su "Campeonato ProRally" (ProRally Championship). Ambas compañías trabajaron conjuntamente hasta el final de la temporada 2004, cuando la SCCA abandonó su participación en el rally en Estados Unidos y decidió vender todos los derechos comerciales y de sanción al Rally América. En su temporada inaugural, el Campeonato del Rally América incorporó la mayoría de las pruebas sancionadas por la SCCA.

## Palmarés[1]
| Temporada | Piloto           | Copiloto          | Automóvil                     |
| --------- | ---------------- | ----------------- | ----------------------------- |
| 2005      | Patrick Richard  | Nathalie Richard  | Subaru Impreza WRX STI        |
| 2006      | Travis Pastrana  | Christian Edstrom | Subaru Impreza WRX STI        |
| 2007      | Travis Pastrana  | Christian Edstrom | Subaru Impreza WRX STI        |
| 2008      | Travis Pastrana  | Derek Ringer      | Subaru Impreza WRX STI        |
| 2009      | Travis Pastrana  | Christian Edstrom | Subaru Impreza WRX STI        |
| 2010      | Antoine L'Estage | Nathalie Richard  | Mitsubishi Lancer Evolution X |
| 2011      | David Higgins    | Craig Drew        | Subaru Impreza WRX STI        |
| 2012      | David Higgins    | Craig Drew        | Subaru Impreza WRX STI        |

Nota: Sólo están enlistados los ganadores en la época sancionada por el Rally América.